# 당사자의 자격
당사자의 자격이란 민사소송법의 개념으로 소송상의 권리능력을 말한다. 당사자의 자격은 네 가지 능력으로 분류된다.
- 당사자능력이 있어야 한다.
- 당사자적격을 갖추어야 한다.
- 소송능력이 있어야 한다.
- 변론능력이 있어야 한다.

## 같이 보기
- 민사소송법